# Puchar Narodów Afryki 2015 (kwalifikacje)/Grupa D
W grupie D eliminacji Pucharu Narodów Afryki 2015 grały:
- Wybrzeże Kości Słoniowej
- Kamerun
- Demokratyczna Republika Konga
- Sierra Leone

## Tabela
| Msc. | Zespół                        | M | W | R | P | Br+ | Br- | +/- | Pkt |
| ---- | ----------------------------- | - | - | - | - | --- | --- | --- | --- |
| 1    | Kamerun                       | 6 | 4 | 1 | 0 | 9   | 1   | +8  | 14  |
| 2    | Wybrzeże Kości Słoniowej      | 6 | 3 | 0 | 2 | 13  | 11  | +1  | 10  |
| 3    | Demokratyczna Republika Konga | 6 | 3 | 0 | 3 | 10  | 9   | +1  | 9   |
| 4    | Sierra Leone                  | 6 | 0 | 1 | 5 | 3   | 14  | -11 | 1   |

## Wyniki
| 5 września 2014 14:00 CET | Demokratyczna Republika Konga | 0:2(0:1) | Kamerun · 45+2' N’Jie · 81' Aboubakar | Stade TP Mazembe, Lubumbashi |
|                           |                               |          |                                       |                              |

| 5 września 2014 19:00 CET | Wybrzeże Kości Słoniowej · Doumbia 64' · Gervinho 68' | 2:1(0:1) | Sierra Leone · 43' Kamara | Stade Félix Houphouët-Boigny, Abidżan |
|                           |                                                       |          |                           |                                       |

| 10 września 2014 14:10 CET | Sierra Leone | 0:2(0:0) | Demokratyczna Republika Konga · 52' Mubele · 87' Bokila | Stade TP Mazembe, Lubumbashi |
|                            |              |          |                                                         |                              |

| 10 września 2014 16:00 CET | Kamerun · N’Jie 15', 76' · Aboubakar 37', 54' | 4:1(2:1) | Wybrzeże Kości Słoniowej · 24' Touré | Stade Omnisports, Jaunde |
|                            |                                               |          |                                      |                          |

| 11 października 2014 16:00 CET | Sierra Leone | 0:0(0:0) | Kamerun | Stade Ahmadou Ahidjo, Jaunde |
|                                |              |          |         |                              |

| 11 października 2014 16:30 CET | Demokratyczna Republika Konga · Mongongu 68' (k) | 1:2(0:1) | Wybrzeże Kości Słoniowej · 24' Bony · 84' Gradel | Stade des Martyrs, Kinszasa |
|                                |                                                  |          |                                                  |                             |

| 15 października 2014 16:00 CET | Kamerun · Kweuke 4' · M’Bia 8' | 2:0(2:0) | Sierra Leone | Stade Omnisports, Jaunde |
|                                |                                |          |              |                          |

| 15 października 2014 19:00 CET | Wybrzeże Kości Słoniowej · Y. Touré 25' · Kalou 69', 72' | 3:4(1:3) | Demokratyczna Republika Konga · 21' Kebano · 34' Kabananga · 36', 89' Bokila | Stade Félix Houphouët-Boigny, Abidżan |
|                                |                                                          |          |                                                                              |                                       |

| 14 listopada 2014 16:00 CET | Sierra Leone · M. Bangura 25' | 1:5(1:1) | Wybrzeże Kości Słoniowej · K. Touré 7' · Kalou 49', 74' · Gradel 53' · Gervinho 60' | Stade Félix Houphouët-Boigny, Abidżan |
|                             |                               |          |                                                                                     |                                       |

| 15 listopada 2014 15:00 CET | Kamerun · Aboubakar 71' | 1:0(0:0) | Demokratyczna Republika Konga | Stade Omnisports, Jaunde |
|                             |                         |          |                               |                          |

| 19 listopada 2014 15:00 CET | Wybrzeże Kości Słoniowej | 0:0(0:0) | Kamerun | Stade Félix Houphouët-Boigny, Abidżan |
|                             |                          |          |         |                                       |

| 19 listopada 2014 15:00 CET | Demokratyczna Republika Konga · Bolasie 40', 90+3' · Mongongu 63' (k) | 3:1(1:1) | Sierra Leone · 35' | Stade Tata Raphaël, Kinszasa |
|                             |                                                                       |          |                    |                              |